# Velíkie Luki
Velíkie Luki (rus: Вели́кие Лу́ки, [vʲɪˈlʲikʲɪjə ˈlukʲɪ]; que significa Grans Meandres) és una ciutat de l'óblast de Pskov, a Rússia, situada als meandres del riu Lovat. És la segona ciutat més gran de la província, amb una població de 98.778 habitants al cens de 2010. Té el títol de Ciutat de Glòria Militar, en honor del valor i heroïcitat dels seus ciutadans durant la Segona Guerra Mundial.

## Història

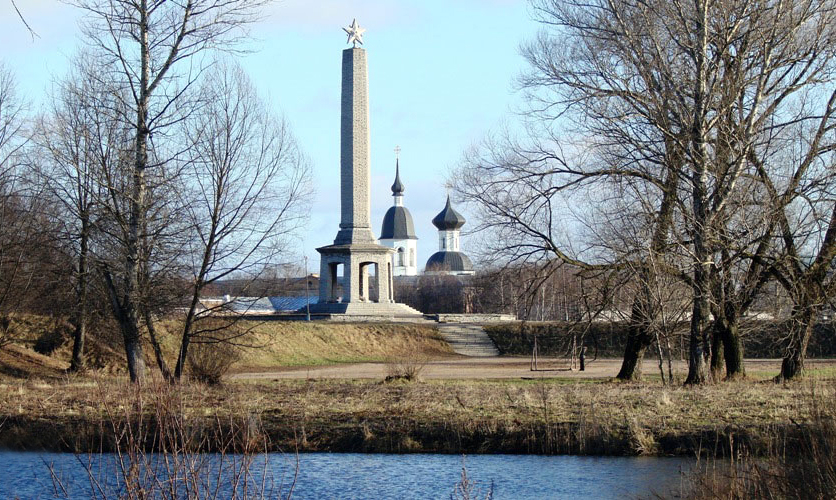
Les muralles de l'antiga fortalesa

La ciutat s'esmenta per primer cop en una crònica de l'any 1166 amb el nom de Luki. Des del segle xii, Luki formava part de la República de Nóvgorod. Després de la construcció d'una fortalesa el 1211, Velíkie Luki va obtenir una importància estratègica, per a defensar les aproximacions a Pskov i Nóvgorod. Va ser incorporat al Gran Ducat de Moscou per Ivan II el Gran l'any 1478. Durant la Guerra de Livònia, va tenir un paper important. A la reforma administrativa de 1708 de Pere I el Gran, Velíkie Luki va ser inclòs a la Gubèrnia d'Inguermanlàndia (que des de 1710 s'anomenà Gubèrnia de Sant Petersburg). El 1727, se'n va separar com a part de la nova Gubèrnia de Nóvgorod, i el 1772, a la nova de Pskov, que entre 1777 i 1796 es va anomenar Virregnat de Pskov. Des de 1777, Velíkie Luki va ser la capital del seu propi uiezd, anomenat de Velikolukski. A principis del segle xx, es va convertir en un important nus ferroviari a partir de la construcció del tren que connecta Moscou amb Riga.
L'1 d'agost de 1927 es van abolir els uiezds i es va establir el Districte Velikolukski amb capital a Velíkie Luki. També es va abolir la Gubèrnia de Pskov i Velíkie Luki va ser la capital de l'ókrug de Velíkie Luki dins l'óblast de Leningrad. El 17 de juny de 1929, l'ókrug va ser transferit a la Província Occidental. El 29 de gener de 1935, es va eliminar la Província Occidental, i l'ókrug va ser transferit a la província de Kalinin.
Del 19 al 21 juliol de 1941 i del 25 d'agost de 1941 al 17 de gener de 1943, Velíkie Luki va ser ocupada per les tropes alemanyes durant la Segona Guerra Mundial. Durant la batalla de Velíkie Luki (a finals del 1942), una força alemanya d'aproximadament 20.000 va ser envoltada en la ciutat, que s'havia convertit en una fortalesa. Després de mesos de dura lluita, els defensors alemanys van ser derrotats el gener de 1943. Arran d'aquest setge, la ciutat va patir una destrucció gairebé total. Una part significativa de les forces soviètiques estava formada per estonians mobilitzats per a l'Exèrcit Roig, i aproximadament 6000 d'ells van morir-hi alliberant la ciutat.
El 22 d'agost de 1944, es va crear la província de Velíkie Luki amb la ciutat de capital, però aquesta província es va eliminar el 2 d'octubre de 1957, en què va ser transferida a l'óblast de Pskov. Velíkie Luki va rebre la denominació de ciutat d'importància provincial.
L'any 2016, Velíkie Luki va celebrar el 850è aniversari de la ciutat des de la seva primera menció de l'any 1166. L'efemèride es va celebrar amb festivals i exposicions històriques, així com amb importants millores urbanístiques.

## Economia
En la vessant industrial de Velíkie Luki cal destacar la fabricació de maquinària industrial. Diverses empreses produeixen màquines per a la indústria de la fusta, per a la indústria electrotècnica i bateries. També s'hi troben instal·lacions de reparació de locomotores i maquinària ferroviària. Altres sectors destacats són la indústria tèxtil, la fustera, la indústria alimentària i la fabricació de maons. La indústria alimentària, l'any 2010, era la responsable del 24,8% de la producció industrial de Velíkie Luki, i la electrotècnica del 15%.

## Transport

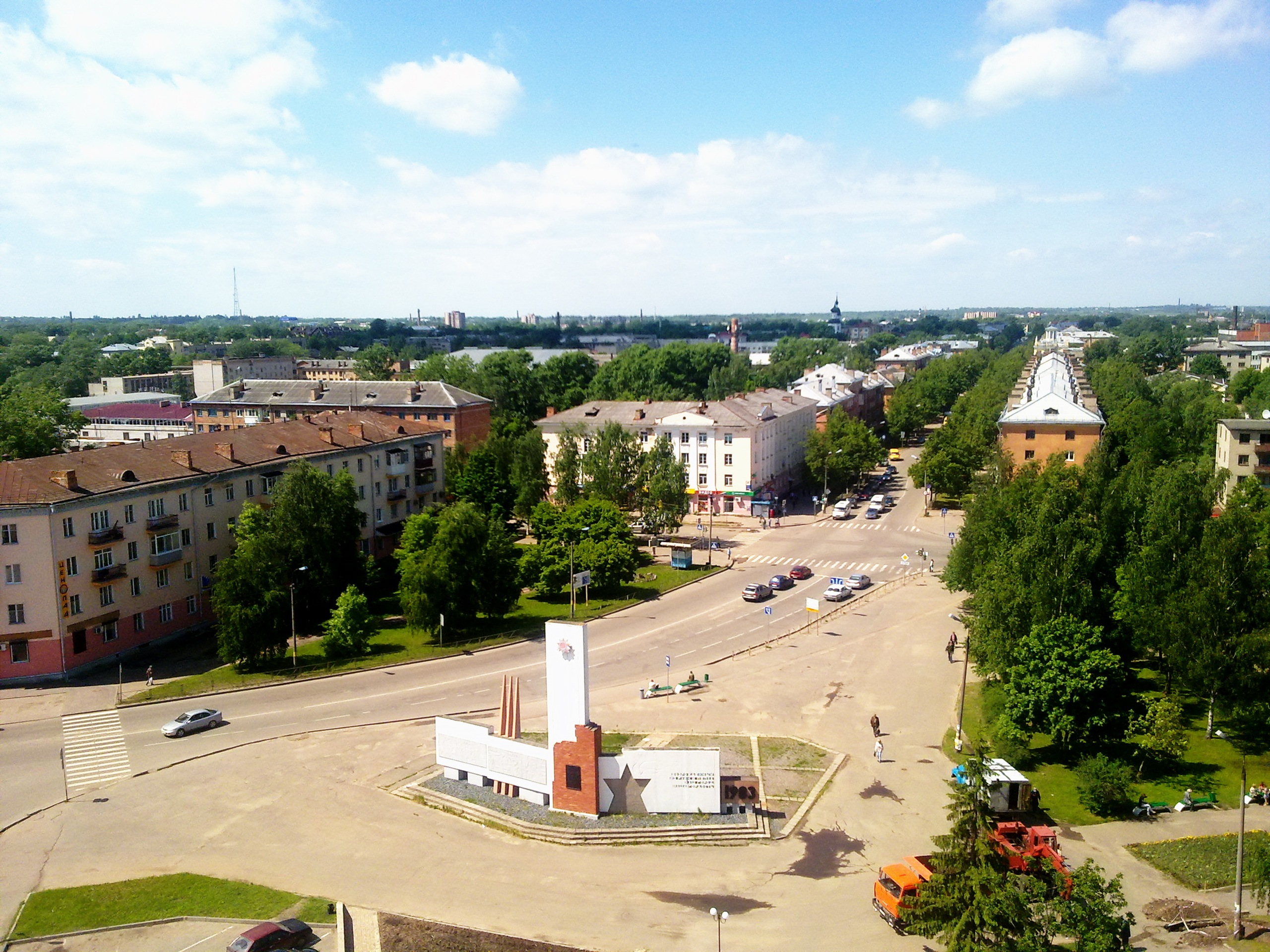
Plaça Kalinina

Velíkie Luki és un important nus ferroviari de la línia que connecta Moscou amb Riga. De l'estació de Velíkie Luki també hi surt una línia vers el nord-oest que connecta amb Bologóie via Torópets i Ostàixkov. Un altre ferrocarril connecta Velíkie Luki amb Nével, d'on se separen dues línies cap al sud-est vers Belarús: Una cap a Vítsiebsk, i l'altra cap a Hrodna via Pòlatsk i Maladzietxna.
L'autopista M9, que connecta Moscou i Riga, passa a la vora de Velíkie Luki. Altres carreteres connecten Velíkie Luki amb Novosokolniki, amb Nével, i amb Pórkhov via Lóknia. L'Aeroport de Velíkie Luki proporciona el transport aeri.

## Esports
Velíkiye Luki és conegut per les competicions de globus aerostàtics, que se celebren anualment a la ciutat des de 1996. El reconeixement internacional ha augmentat substancialment des del 1999.

## Clima
| Dades climàtiques a Velíkie Luki   | Dades climàtiques a Velíkie Luki | Dades climàtiques a Velíkie Luki | Dades climàtiques a Velíkie Luki | Dades climàtiques a Velíkie Luki | Dades climàtiques a Velíkie Luki | Dades climàtiques a Velíkie Luki | Dades climàtiques a Velíkie Luki | Dades climàtiques a Velíkie Luki | Dades climàtiques a Velíkie Luki | Dades climàtiques a Velíkie Luki | Dades climàtiques a Velíkie Luki | Dades climàtiques a Velíkie Luki | Dades climàtiques a Velíkie Luki |
| Mes                                | gen                              | febr                             | març                             | abr                              | maig                             | juny                             | jul                              | ag                               | set                              | oct                              | nov                              | des                              | anual                            |
| ---------------------------------- | -------------------------------- | -------------------------------- | -------------------------------- | -------------------------------- | -------------------------------- | -------------------------------- | -------------------------------- | -------------------------------- | -------------------------------- | -------------------------------- | -------------------------------- | -------------------------------- | -------------------------------- |
| Màxima rècord °C (°F)              | 10.7 (51.3)                      | 9.0 (48.2)                       | 18.7 (65.7)                      | 26.8 (80.2)                      | 33.0 (91.4)                      | 32.5 (90.5)                      | 35.7 (96.3)                      | 36.2 (97.2)                      | 30.0 (86)                        | 24.3 (75.7)                      | 15.8 (60.4)                      | 10.5 (50.9)                      | 36.2 (97.2)                      |
| Màxima mitjana °C (°F)             | −2.9 (26.8)                      | −2.5 (27.5)                      | 3.3 (37.9)                       | 11.6 (52.9)                      | 18.2 (64.8)                      | 21.2 (70.2)                      | 23.4 (74.1)                      | 21.8 (71.2)                      | 15.9 (60.6)                      | 9.4 (48.9)                       | 2.1 (35.8)                       | −1.9 (28.6)                      | 10.0 (50)                        |
| Mitjana diària °C (°F)             | −5.5 (22.1)                      | −6 (21)                          | −0.9 (30.4)                      | 6.2 (43.2)                       | 12.4 (54.3)                      | 15.9 (60.6)                      | 18.0 (64.4)                      | 16.3 (61.3)                      | 11.0 (51.8)                      | 5.9 (42.6)                       | −0.2 (31.6)                      | −4.2 (24.4)                      | 5.7 (42.3)                       |
| Mínima mitjana °C (°F)             | −8.6 (16.5)                      | −9.8 (14.4)                      | −4.8 (23.4)                      | 1.3 (34.3)                       | 6.5 (43.7)                       | 10.5 (50.9)                      | 12.5 (54.5)                      | 11.2 (52.2)                      | 6.8 (44.2)                       | 2.6 (36.7)                       | −2.5 (27.5)                      | −7 (19)                          | 1.6 (34.9)                       |
| Mínima rècord °C (°F)              | −45.7 (−50.3)                    | −39.3 (−38.7)                    | −34.4 (−29.9)                    | −20.4 (−4.7)                     | −6.9 (19.6)                      | −1.3 (29.7)                      | 1.7 (35.1)                       | −2.7 (27.1)                      | −8.2 (17.2)                      | −17.3 (0.9)                      | −30.3 (−22.5)                    | −42.3 (−44.1)                    | −45.7 (−50.3)                    |
| Precipitació mitjana mm (polzades) | 39 (1.54)                        | 33 (1.3)                         | 33 (1.3)                         | 32 (1.26)                        | 51 (2.01)                        | 84 (3.31)                        | 78 (3.07)                        | 81 (3.19)                        | 67 (2.64)                        | 56 (2.2)                         | 44 (1.73)                        | 42 (1.65)                        | 640 (25.2)                       |
| Mitjana de dies de pluja           | 6                                | 4                                | 8                                | 11                               | 14                               | 16                               | 15                               | 14                               | 16                               | 15                               | 11                               | 6                                | 136                              |
| Mitjana de dies de neu             | 21                               | 19                               | 12                               | 5                                | 0.3                              | 0.1                              | 0                                | 0                                | 0.3                              | 3                                | 12                               | 20                               | 93                               |
| Humitat relativa mitjana (%)       | 84                               | 81                               | 76                               | 69                               | 69                               | 75                               | 77                               | 79                               | 83                               | 84                               | 86                               | 86                               | 79                               |
| Mitjana mensual d'hores de sol     | 37.2                             | 67.2                             | 133.3                            | 180.0                            | 286.8                            | 273.0                            | 257.3                            | 248.0                            | 172.5                            | 102.3                            | 34.5                             | 15.5                             | 1.807,6                          |
| Font: Pogoda.ru.net                |                                  |                                  |                                  |                                  |                                  |                                  |                                  |                                  |                                  |                                  |                                  |                                  |                                  |

## Ciutats germanes
Velíkie Luki està agermanada amb:
- Maardu, Estònia
- Seinäjoki, Finlàndia